# František Ptáček
František Ptáček (* 4. April 1975 in Prag, Tschechoslowakei) ist ein ehemaliger tschechischer Eishockeyspieler, der über viele Jahre für den HC Sparta Prag, HC Energie Karlovy Vary,  HC České Budějovice, Mountfield HK und HC Kometa Brno in der tschechischen Extraliga aktiv war und insgesamt 1210 Extraliga-Partien bestritt. Er belegt damit hinter Petr Kadlec den zweiten Platz in der Rekordspielerliste der Extraliga.

## Karriere
František Ptáček begann seine Karriere als Eishockeyspieler in seiner Heimatstadt in der Nachwuchsabteilung des HC Sparta Prag. In der Saison 1993/94 gab er für die Profimannschaft von Sparta sein Debüt in der neu gegründeten tschechischen Extraliga. Parallel bestritt er zudem mehrere Spiele für den Stadtnachbarn HC Slavia Prag in der 1. Liga, der zweiten tschechischen Spielklasse. In den folgenden neun Jahren konnte sich der Verteidiger als Stammkraft in der Extraliga-Mannschaft von Sparta etablieren, mit der er in den Spielzeiten 1999/2000 und 2001/02 jeweils den tschechischen Meistertitel. Im Jahr 2000 wurde er zudem zum Most Sportsmanlike Player der Extraliga ernannt. 
Zur Saison 2003/04 wechselte Ptáček innerhalb der höchsten tschechischen Spielklasse zum HC Energie Karlovy Vary. Dort wurde er im ersten Jahr ebenfalls Most Sportsmanlike Player der Extraliga. Ab der Saison 2004/05 war er zudem Mannschaftskapitän beim HC Energie. Gegen Ende der Saison 2005/06 kehrte er zum HC Sparta Prag zurück, mit dem er am Ende der Spielzeit erneut Tschechischer Meister wurde. Bei seinem Heimatverein übernahm er auf Anhiebn eine Führungsrolle und war von 2006 bis 2008 Mannschaftskapitän. Gegen Ende der Saison 2008/09 wurde er vom Ligarivalen HC České Budějovice verpflichtet, mit dem er in der Relegation den Klassenerhalt erreichte. Beim HC České Budějovice war der Routinier von 2010 bis 2012 ebenfalls Mannschaftskapitän. Im Laufe der Saison 2012/13 löste er Josef Řezníček als aktuellen Rekordspieler der Extraliga ab.
Im Oktober 2015 wurde er an den HC Kladno aus der tschechischen 1. Liga ausgeliehen und spielte letztlich bis zum Ende der Saison 2016/17 dort. Zur Saison 2017/18 kehrte er als Nachwuchstrainer zum HC Sparta Prag zurück.  
Am 30. Januar 2018 bestritt er sein letztes und 1210. Extraliga-Spiel.

### International
Für die Tschechoslowakei nahm Ptáček an der U18-Junioren-Europameisterschaft 1993 teil. Für Tschechien nahm er in den Jahren 2002, 2004, 2005 und 2006 jeweils an der Euro Hockey Tour teil. 

## Erfolge und Auszeichnungen
- 2000 Tschechischer Meister mit dem HC Sparta Prag
- 2000 Extraliga Most Sportsmanlike Player
- 2002 Tschechischer Meister mit dem HC Sparta Prag
- 2004 Extraliga Most Sportsmanlike Player
- 2006 Tschechischer Meister mit dem HC Sparta Prag
- 2007 Tschechischer Meister mit dem HC Sparta Prag
- 2007 Beste Plus/Minus-Bilanz der Extraliga